# Núi Reina Sofía

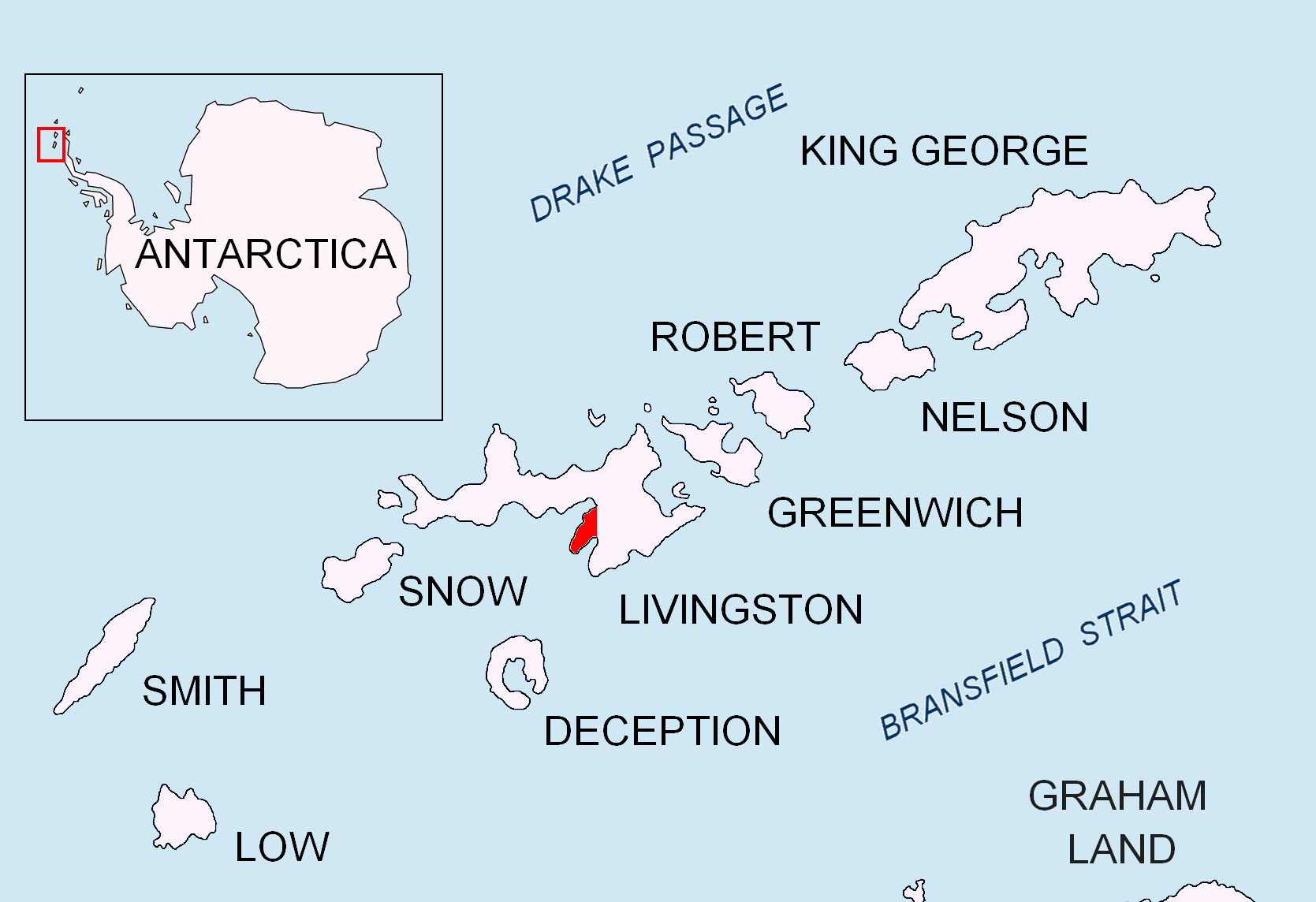
Vị trí bán đảo Hurd thuộc quần đảo Nam Shetland.

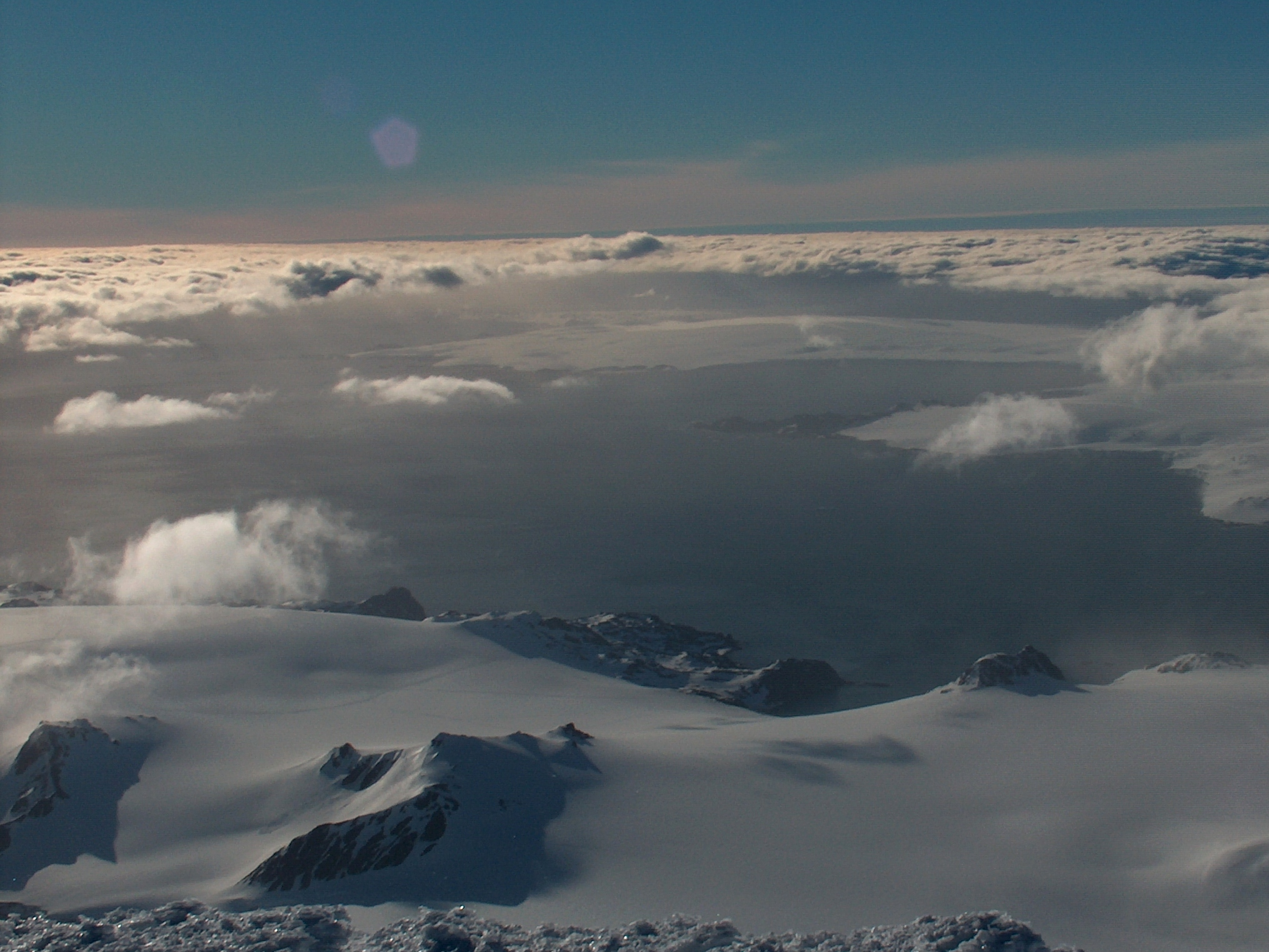
Núi Reina Sofía (đỉnh núi được bao phủ bởi một phần băng ở phía sau) nhìn từ Núi Friesland.

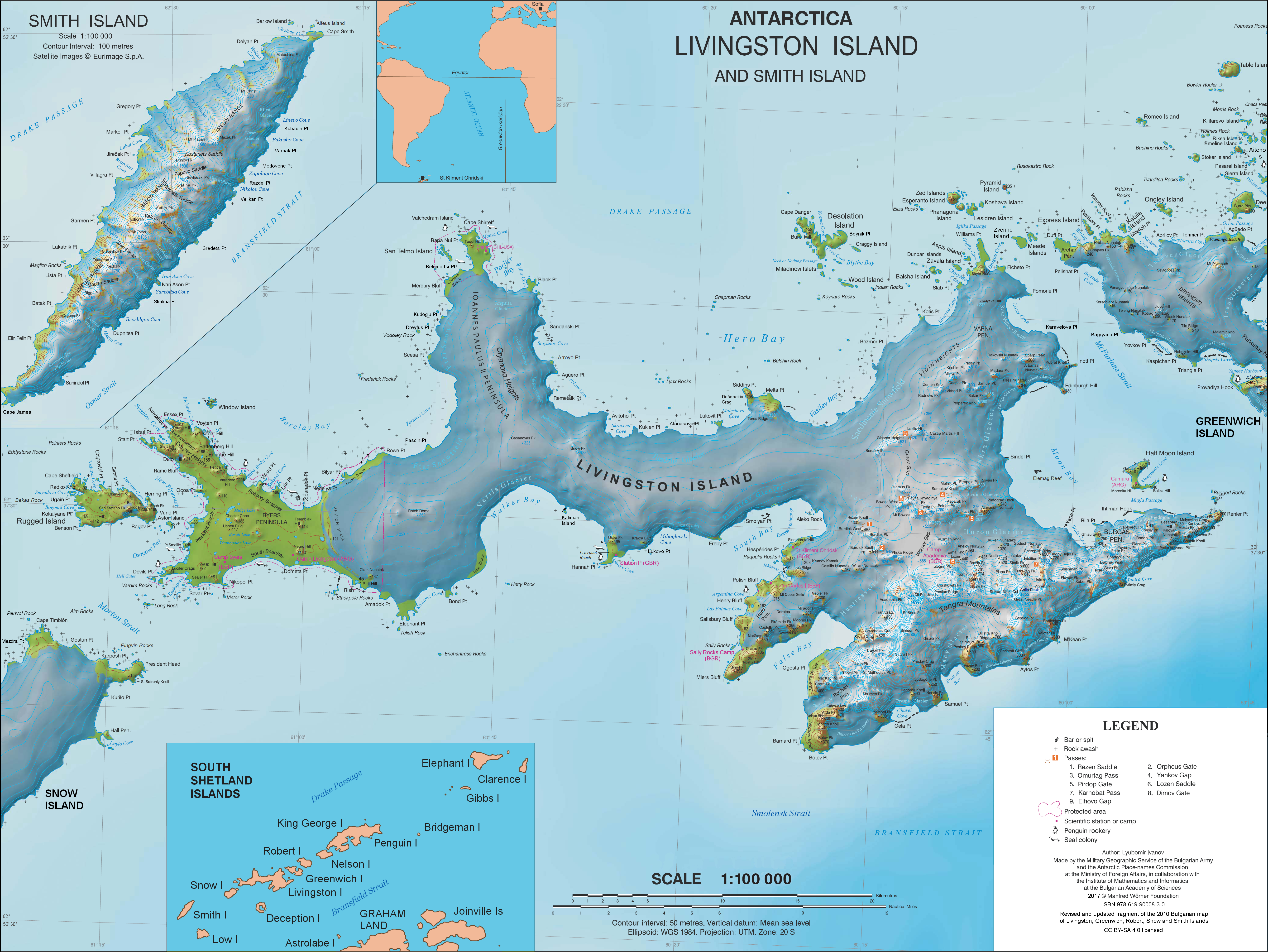
Bản đồ địa hình của Đảo Livingston và Đảo Smith.

Núi Reina Sofía (tiếng Tây Ban Nha: Monte Reina Sofía) là một đỉnh núi hầu như không có băng bao phủ cao 275 m trên bán đảo Hurd, đảo Livingston thuộc quần đảo Nam Shetland, Nam Cực.
Tên này được đặt theo Nữ hoàng Sofía của Tây Ban Nha.

## Vị trí
Đỉnh núi nằm ở tọa độ 62°40′11″N 60°22′45″T / 62,66972°N 60,37917°T, 1.3 km về phía nam từ phía tây của Ballester Point, 2,24 km về phía tây nam từ Charrúa Ridge, 2,85 km về phía tây từ Đỉnh Napier, 2,8 km về phía tây bắc từ đỉnh Moores, và cách căn cứ Tây Ban Nha 800 m về phía nam-đông nam.